# Брутальный дэт-метал
Брутальный дэт-метал (англ. brutal death metal, сокр. BDM) — поджанр дэт-метала, а также термин, используемый для описания дэт-метал-групп, отдающих предпочтение тяжести, скорости и ритмической сложности игры в ущерб мелодии и гармонии. Данный поджанр возник в результате доведения до крайностей характерных для дэт-метала черт.

## Характеристика
Приставка «brutal» в названии стиля используется для выражения экстремальности и тяжести звучания.
Данный жанр представляет собой смесь Флоридского дэт-метала, грайндкора и хардкора. Характерным вокалом для брутального дэт-метала является гроулинг и ему подобные стили (например, гуттурал, пиг-сквил). Вокал непонятный, может иметь «туалетное» звучание. Тексты песен в основном на кровавую тематику, поются медленно и прерывисто, и как правило, вслед за гитарными риффами.
Гитарные риффы, как правило, с пониженным гитарным строем и с частыми высокочастотными искусственными флажолетами. Мелодические риффы для данного жанра считаются «неуместными», либо допустимыми, но в малом количестве. Гитарные соло в основном атональные, хаотичные.
Бас-гитары зачастую неслышные, имеют грохочущее звучание.
Ударные представляют собой изобилие бласт-битов. Малый барабан наряду с «жестяными» тарелками придаёт музыке «сырое» звучание.
Также современные брутал-дэт-коллективы зачастую используют сэмплы из порно-фильмов и звуки пыток.

## История

### 1990-е: рождение жанра
Брутальный дэт-метал начал развиваться в ранние 1990-е, как поджанр дэт-метала. Началом зарождения стиля являются ранние работы (Eaten Back to Life и Butchered at Birth) группы Cannibal Corpse, которая начала акцентировать игру на техничности и тяжести звучания. Дебютный альбом Cannibal Corpse был признан чистым примером данного жанра. В результате Cannibal Corpse немного отошли в сторону традиционного дэт-метала, совмещая «выдающиеся» ударные с глубоким, зачастую с использованием стаккато гроулингом и высокоскоростными, приглушёнными пауэр-аккордами и однонотными риффами. Также, в 1989 году Carcass издали Symphonies of Sickness, который считается чрезвычайно «брутальным» и в то же время утончённым релизом для дэт-метала. В 1991 году появились более самостоятельные и отдалённые от традиционного брутального дэт-метала работы, такие как альбом группы Suffocation — Effigy of the Forgotten.
Поздние 1990-е стали этапом существенного формирования стиля с выходом Disgorge Cranial Impalement, а также релизами Dying Fetus (Grotesque Impalement) и Devourment (Molesting the Decapitated). Эти альбомы помогли пионерам стиля, которые в свою очередь перенесли акцент на обилие бласт-битов и брейкдаунов. Это вдохновило множество групп играть в стиле подобном вышеупомянутым основоположникам.
Брутальный дэт-метал быстро распространился по всему миру, где создалось множество известных, либо ещё не известных групп, следующих идеям и особенностям данного стиля.

### 2000-е—наши дни: его дальнейшее развитие
В конце 2000-х годов многие коллективы начали совмещать элементы брутального дэт-метала и грайндкора, что можно заметить, например, во время прослушивания альбома Humanophobia группы Poppy Seed Grinder.
В 2010-е наблюдалось стремительное развитие жанра. 2 февраля 2016 года онлайн-издание Invisible Oranges опубликовало список самых лучших, по их мнению, альбомов прошлого года в данном жанре. В этот список вошли релизы следующих исполнителей, которые возвели стиль пионеров данного жанра на новый уровень: Putridity, Omninoid, Analepsy, Maggot Colony и Grunt, которые совмещали брутальный дэт-метал с порно-грайндом, под влиянием таких немецих групп, как Gut, Dead, Mucupurulent, и даже Pungent Stench. Также в 2015 году, пионеры дэт-метала Sarpanitum издали Blessed Be My Brothers, привнося гармонию в брутальный дэт-метал, в то время как песни поются на темы древних цивилизаций и мифологии.

## Подвиды

### Техничный брутал-дэт-метал
Характерной чертой данного подвида является большая точность исполнения, которая в первую очередь проявляется скоростными гитарами и ударными а так же бласт-битами.
Одними из пионеров этого стиля стал коллектив из Нью-Йорка Suffocation. Их альбом Effigy Of Forgotten (1991) задал новые стандарты техничности в брутальном дэт-метале, которые повлияли на весь стиль в целом.
Представителями данного стиля являются Deeds of Flesh, Brain Drill, Severed Savior, Malignancy и Origin.

### Слэмминг брутал-дэт-метал
Слэмминг-брутал-дэт-метал, или слэм образовался путём экстремизации и упрощения брутального дэт-метала. Данный стиль испытал сильное влияние горграйнда. Слэм характерен медленными риффами, бласт-битами, минимальным движением гитарной линии, упором на нарушение ритма (переменный такт и т. д), акцентом на точность игры и интенсивность звука, искажённым вокалом, сниженным на несколько октав. Основателями данного стиля являются Devourment, Cephalotripsy, Waking The Cadaver и т. д.
В 2010-м году можно было наблюдать за объединением слэма и горграйнда, особенно в творчестве российских групп, таких как Purulent Jacuzzi, Coprobaptized Cunthunter, VX и других.